# Villa Raffo
Villa Raffo es una localidad ubicada en la Zona Oeste del Gran Buenos Aires, al noroeste de la ciudad de Buenos Aires, y ubicada en el sur del partido de Tres de Febrero, Argentina. Limita con la Capital Federal, Sáenz Peña, Santos Lugares, Caseros y José Ingenieros.

## Historia
Las tierras situadas al sureste de las vías del ferrocarril San Martín pertenecían en la segunda mitad del siglo XIX, a Bernardino Manzanares. A su fallecimiento, el 23 de octubre de 1869, la testamentario Manzanares vende a los Sres. Ezequiel y Pedro Raffo un terreno “sito en San Martín” que tiene como límites: SO. calle Lope de Vega. SE, calle Tres Cruces, N,E. tierras de Altube y N.O. testamentaria vendedora. Con esta adquisición los Sres. Raffo se hacen dueños de la mitad comprándola a Doña Victorina Herrera Viuda de Manzanares en 1871. 
La chacra comprada por los hermanos Raffo estaba distribuida en zonas equivalentes en territorio de Capital Federal y Provincia. Luego al fallecimiento de Exequiel Raffo, paso parte a la Vda. Rosalía Pavía de Raffo quien por permuta repartió  los derechos de propiedad, dando a Francisco Lucilo Raffo, su hijo,  con fecha 7 de agosto de 1903, acto que quedó protocolizado el 9 de noviembre de 1903.
El loteo de los tierras correspondiente a la zona de provincia, se inició el 16 de diciembre de 1906 donde ahora se ubicó la localidad conocida como Villa Raffo.-    En 1907 el Ferrocarril Buenos Aires al Pacífico adquirió tierras en la zona y comenzó la construcción de un barrio obrero que actualmente existe con frente a  la Av. Senador   Benito Ferro  entre las calles Lope de Vega y Santa Rosalía y otras dio en concesión gratuita al Club Atlético Buenos Aires al Pacífico. El 21 de marzo de 1907 escrituro el Sr. Francisco Lucilo. Raffo la donación de los terrenos para Escuela Prov. 43- Victoriano Montes.- En el año 1919 efectúa el primer remate de las parcelas de Villa Raffo y el 5 de abril de 1924, decide la donación de los primeros lotes para la creación de un Instituto religioso, ubicado en la esquina de hoy renombrados como Ntra. Sra. Del Carmen y Reverenda Isabel Fernández.

## Deportes
- Estadio del Club Almagro, tradicional equipo porteño de la segunda división del fútbol argentino.
- Club San Martín, con practicas competitivas de rugby, hockey, tenis, bowls y golf.
- Club Villa Raffo.

## Clima
El clima es pampeano. Presenta veranos cálidos-calurosos e inviernos frescos, precipitaciones suficientes y en algunas ocasiones fuertes generando parciales acumulaciones en calzada y vientos predominantes del este y del noreste, como en el resto de la parte noreste de la provincia de Buenos Aires.
| Parámetros climáticos promedio de Villa Raffo, BA | Parámetros climáticos promedio de Villa Raffo, BA | Parámetros climáticos promedio de Villa Raffo, BA | Parámetros climáticos promedio de Villa Raffo, BA | Parámetros climáticos promedio de Villa Raffo, BA | Parámetros climáticos promedio de Villa Raffo, BA | Parámetros climáticos promedio de Villa Raffo, BA | Parámetros climáticos promedio de Villa Raffo, BA | Parámetros climáticos promedio de Villa Raffo, BA | Parámetros climáticos promedio de Villa Raffo, BA | Parámetros climáticos promedio de Villa Raffo, BA | Parámetros climáticos promedio de Villa Raffo, BA | Parámetros climáticos promedio de Villa Raffo, BA | Parámetros climáticos promedio de Villa Raffo, BA |
| Mes                                               | Ene.                                              | Feb.                                              | Mar.                                              | Abr.                                              | May.                                              | Jun.                                              | Jul.                                              | Ago.                                              | Sep.                                              | Oct.                                              | Nov.                                              | Dic.                                              | Anual                                             |
| ------------------------------------------------- | ------------------------------------------------- | ------------------------------------------------- | ------------------------------------------------- | ------------------------------------------------- | ------------------------------------------------- | ------------------------------------------------- | ------------------------------------------------- | ------------------------------------------------- | ------------------------------------------------- | ------------------------------------------------- | ------------------------------------------------- | ------------------------------------------------- | ------------------------------------------------- |
| Temp. máx. abs. (°C)                              | 40.7                                              | 38.8                                              | 38.1                                              | 36.6                                              | 31.4                                              | 28.9                                              | 30.3                                              | 34.4                                              | 35.6                                              | 34.1                                              | 37.1                                              | 41.2                                              | 41.2                                              |
| Temp. máx. media (°C)                             | 29.2                                              | 28.4                                              | 24.9                                              | 20.7                                              | 18.0                                              | 14.3                                              | 12.0                                              | 15.1                                              | 17.5                                              | 21.7                                              | 24.5                                              | 28.5                                              | 21.2                                              |
| Temp. media (°C)                                  | 23.9                                              | 22.8                                              | 20.5                                              | 16.4                                              | 13.5                                              | 10.2                                              | 8.2                                               | 10.7                                              | 13.4                                              | 16.9                                              | 19.8                                              | 23.5                                              | 16.7                                              |
| Temp. mín. media (°C)                             | 18.7                                              | 17.3                                              | 16.1                                              | 12.1                                              | 9.1                                               | 6.2                                               | 4.5                                               | 6.4                                               | 9.3                                               | 12.1                                              | 15.2                                              | 18.5                                              | 12.1                                              |
| Temp. mín. abs. (°C)                              | 5.8                                               | 4.2                                               | 2.3                                               | -2.5                                              | -4.1                                              | -5.6                                              | -5.4                                              | -4.4                                              | -2.3                                              | -1.8                                              | 2.4                                               | 4.1                                               | -5.6                                              |
| Precipitación total (mm)                          | 118.5                                             | 116.9                                             | 150.7                                             | 107.2                                             | 91.9                                              | 50.3                                              | 51.4                                              | 59.9                                              | 76.7                                              | 138.1                                             | 132.4                                             | 104.3                                             | 1198.3                                            |
| Días de precipitaciones (≥ )                      | 6                                                 | 8                                                 | 12                                                | 10                                                | 7                                                 | 7                                                 | 6                                                 | 7                                                 | 8                                                 | 9                                                 | 10                                                | 6                                                 | 96                                                |
| Horas de sol                                      | 270                                               | 240                                               | 190                                               | 175                                               | 170                                               | 135                                               | 140                                               | 175                                               | 180                                               | 215                                               | 255                                               | 260                                               | 2405                                              |
| Humedad relativa (%)                              | 65                                                | 68                                                | 71                                                | 69                                                | 75                                                | 75                                                | 70                                                | 72                                                | 79                                                | 81                                                | 73                                                | 69                                                | 72.3                                              |
| Fuente: Servicio Meteorológico Nacional           |                                                   |                                                   |                                                   |                                                   |                                                   |                                                   |                                                   |                                                   |                                                   |                                                   |                                                   |                                                   |                                                   |

### Nevadas
Durante los días 6, 7 y 8 de julio de 2007, se produjo la entrada de una masa de aire frío polar, como consecuencia de esto el lunes 9 de julio, la presencia simultánea de aire muy frío, tanto en los niveles medios de la atmósfera como en la superficie, dio lugar a la ocurrencia de precipitación en forma de aguanieve y nieve conocida como nevadas extraordinarias en la Ciudad de Buenos Aires ya que esto ocurrió prácticamente en todo Buenos Aires y demás provincias. Fue la tercera vez en la que se tiene registro de una nevada en la localidad, las anteriores veces fueron en los años 1912 y 1918.

### Sismicidad
La región responde a la «subfalla del río Paraná», y a la «subfalla del río de la Plata», con sismicidad baja; y su última expresión se produjo el 5 de junio de 1888 (137 años) de silencio sísmico), a las 3.20 UTC-3, con una magnitud probable, de 5,0 en la escala de Richter (terremoto del Río de la Plata de 1888).
La Defensa Civil municipal debe advertir sobre escuchar y obedecer acerca de 
Área de
- Baja Sismicidad, con silencio sísmico de 137 años
- Tormentas severas

### Población
Contaba con 7,864 habitantes (Indec, 2001). Esto la sitúa como la 12.ª localidad del partido, con un 2,3% del total. La población es estable, existiendo un crecimiento de apenas un 0,5 % con respecto a los 7,821 habitantes (Indec, 1991).